# Tetractenos hamiltoni
Tetractenos hamiltoni es una especie de peces de la familia Tetraodontidae en el orden de los Tetraodontiformes.

## Morfología
Los machos pueden llegar alcanzar los 14 cm de longitud total.

## Hábitat
Es un pez de agua dulce y de clima tropical y demersal.

## Distribución geográfica
Se encuentra en Australia.

## Observaciones
Es inofensivo para los humanos.